# دورو میتون
دورو میتون (انگلیسی: Devereaux Mytton; ۱ ژانویهٔ ۱۹۲۴ – ۱ ژانویهٔ ۱۹۸۹) قایقران قایق بادبانی اهل استرالیا بود.